# Agapitova un Izglabtie
«Agapitova un Izglabtie» — документальний фільм 2009 року.

## Зміст
До 1942 року загалом чотири тисячі латиських дітей були депортовані до Сибіру. Багато знайшли там свою загибель, частина з них були врятовані добрими людьми, багато вижили немов вовки і виявилися відрізаними від своєї батьківщини і нормального життя. Через багато років старі згадують своє важке дитинство і намагаються зрозуміти, хто ж винен у тому, що у них відібрали дитинство і батьківщину, і чи був шанс якось уникнути цієї трагедії.
| Фільми | Це незавершена стаття про кінофільм. Ви можете допомогти проєкту, виправивши або дописавши її. |